# Metopon
Metopon (5-metilhidromorfon) je opijatni analog, koji ima analgetsko dejstvo. On je metilisani derivat hidromorfona. Motopon je otriven 1948.
Metopon se ponekad koristi u medicini. On ima duže vreme dejstva nego hidromorfon. Metopon je manje potentan, i njegova biodostupnost, mada veća od morfina, je još uvek niska, tako da metopon ima malobrojne prednosti u odnosu na druge analgetike. On ima manje izraženu tendenciju da proizvede mučninu i hipoventilaciju u odnosu na morfin.

## Spoljašnje veze
|  | Molimo Vas, obratite pažnju na važno upozorenje u vezi sa temama iz oblasti medicine (zdravlja). |